# مراد بونوة
مراد بونوة (مواليد 30 يوليو 1972) هو لاعب كرة قدم مغربي سابق لعب كلاعب خط وسط خلال التسعينيات والعقد الأول من القرن الحادي والعشرين، وأمضى معظم حياته المهنية في ألمانيا، ولد في فرنسا، وظهر مرة واحدة مع المنتخب المغربي عام 1998.

## حياته المهنية
ولد في مولوز، بدأ اللعب بشكل احترافي مع فريقه المحلي نادي ميلوز في عام 1991، لكنه لم يقدم المستوى المطلوب وتم بيعه لنادي بازل الذي ينافس في دوري التحدي السويسري في عام 1992، وخلال موسمين قضاهما في بازل، لم يلعب أي مباراة في الدوري، لكنه شارك في خمس مباريات مع الفريق في كأس سويسرا، وفي عام 1994، انتقل إلى ألمانيا للعب مع نادي توز هويسدورف، ثم وقع عقداً مع توز سيل [الإنجليزية] في عام 1995، حيث لعب لمدة عامين قبل الانضمام إلى شتوتغارت كيكرز، والذي قدم نوعاً ما أداء ممتاز، وعلى أثره أستدعي للعب مع المنتخب المغربي، وفي عام 1998 وقع عقداً مع آينتراخت فرانكفورت، لكنه لعب سبع مباريات فقط، وانتقل إلى هانوفر 96 بعد عام، ثم وقع عقداً مع نادي سانت باولي في 2002 وقضى بقية مسيرته متنقلاً في الدوري الألماني مع أندية متعددة في ألمانيا الشمالية، قبل أن يتقاعد في صيف 2012.

## روابط خارجية
- مراد بونوة على فرق كرة القدم الوطنية.كوم
- مراد بونوة على بيانات كرة القدم. دي إي باللغة الألمانية